# چرخدنده (کتاب)
چرخدنده (به فرانسوی: L'engrénage) به قلم ژان پل سارتر در سال ۱۹۴۶ به عنوان یک فیلم نامه نوشته شد اما هیچ‌گاه فیلمی از روی آن ساخته نشد. در سال ۱۹۶۹ به همتِ خود سارتر و ژان مرکور (کارگردان و مدیر تئاتر) در افتتاح مجدد تئاتر شهر پاریس در سال ۱۹۷۰ اجرا شد.
چرخ‌دنده با دست‌های آلوده (۱۹۴۸) متفاوت است امّا به اشتباه چرخ‌دنده را نام تازه آن می‌دانند.
یکی از اهداف سارتر از نگارش این فیلمنامه آنگونه که در مصاحبه اذعان کرده است، انتقال روش جدیدی در به نمایش گذاشتن گذشته بر روی پرده سینما است.

## موضوع داستان
داستانی خیالی از یک انقلاب خیالی در مکانی خیالی احتمالاً در یکی از کشورهای امریکای لاتین در زمانی نامعلوم است. حکایت یک انقلاب برباد رفته و بس آرزوهای تباه شده. سارتر در «چرخ‌دنده» این سؤال اساسی را مطرح می‌کند که در رهبری انقلابی و رهبری سیاسی، چه کَس یا کسانی دست‌هایشان آلوده می‌شود و چه کسانی با دست‌های پاک باقی می‌مانند؟ جواب او این است: آن کَس که وارد عرصه عمل می‌شود، خواسته یا ناخواسته آلوده می‌شود و تنها آنان که هیچ کاری نمی‌کنند پاک خواهند ماند؛ و البته در متن به این واقعیت می‌رسیم که در جهان سوم و کشورهای تحت نفوذ کشورهای قدرتمند، راه‌ها لاجرم به یک جا منتهی خواهد شد و تکرار انقلاب هم دور تسلسل ایجاد و خروجی جز همان که بود در پی نخواهد داشت و تنها آن‌ها که راس امور هستند تغییر خواهند نمود.